# نينجا أوفر ذا غريت وول
نينجا أوفر ذا غريت وول (بالإنجليزية: Ninja Over the Great Wall)‏ ، هو فيلم صيني من نوع أكشن وفنون قتالية، أنتج الفيلم سنة 1987م.

## أحداث القصة
تبدأ الفيلم باجتياح القوات اليابانية في الأراضي الصينية سنة 1936م، ويقوم بروسلي في دور شي كيونغ بإخراج أمه من المنزل وقد قتل على يد المحتل الياباني، فيقوم المقاتل بضرب بعض الجنود اليابانيين وإنقاذ صديقته ييب، وراهن شي كيونغ مواجهة خصمه الياباني يدعى شوجيرو في سور الصين، وكاد الياباني أن يهزم إلا أن والده العسكري الياباني قد تم قتل المقاتل الصيني شي كيونغ، وقال شي لخصمه الياباني شوجيرو : أنت عار عليك، فمات شي وتمكن شوجيرو من حمل السيف وبتر يد والده ومن ثم انتحر، وتنتهي الفيلم بحمل جثمان المقاتل الصيني أمام عامة من الجمهور الصيني أثناء الاحتلال الياباني.